# 馬岌
馬 岌（ば きゅう、? - 354年）は、五胡十六国時代前涼の人物。

## 生涯
高尚の士として評判であったという。
前涼の張茂に仕え、参軍に任じられた。
323年8月、前趙の皇帝劉曜が総勢28万の兵で涼州へ襲来し、河西は大いに震撼した。馬岌は張茂に自ら征伐に赴くよう勧めると、長史氾禕は怒り「亡国の人がまた大事に干渉して国を乱そうとしております。馬岌を斬り捨てて民百姓を安んじるべきです。」と言った。これに馬岌は「氾公は書生に過ぎず、先人の真似をすることしか能がありません。目先の事に囚われて他人を批評し告発しているに過ぎず、国家の大計を考えておりません。周辺の情勢は年々慌ただしくなり、今大賊が到来しました。ですが、遠方の将帥はこれに呼応しておらず、遠近の人心は全て我らの下にあります。形勢を決するには今こそ自ら打って出るときなのです。信義・勇猛を示し、秦隴の人々の希望に沿わねばなりません」と反論した。張茂は「馬生の言に理がある。」と述べ、自ら出兵すると石頭に拠った。前涼の平虜将軍陳珍は劉曜を撃破して南安を奪還し、その後に張茂は劉曜へ使者を送り、劉曜の臣下を称する事で前趙軍を退却させた。
ある時、張茂は馬岌を召し出すと「劉曜を古人に比すれば誰にあたるかね」と問うと、馬岌は「曹孟徳のようなものでしょう」と答えた。この回答に張茂は黙然としてしまったが、馬岌はさらに「孟徳は公族であり、劉曜は戎狄です。その難易は同一ではなく、曜はこれに過ぎると言ってもよいでしょう」と言った。これに張茂は「曜は呂布・関羽というべきであり、孟徳には及ばぬ。どうしてそれを過ぎるといえようか」と言うと、馬岌は「孟徳は天子を挟んで諸侯に号令を掛け、大義によって朝廷に靡かないものを討ちました。曜は一小人であり、烏合の衆を用いて威名を打ち立てて大逆を成し、天下にこれと当たる者はおりません。どうして優れていないでしょうか」と答えた。これに張茂は「天は曜を生み、中国を滅ぼした。もはや人事をもって論じるべきではないのであろうな」と言うのみであった。
張駿の時代には涼州刺史・酒泉郡太守に昇進した。
酒泉南山には宋繊という人物が隠居しており、経書・緯書を明究して弟子は3千人余りに及んだ。馬岌は彼に会う為、威儀を供えて鐃鼓を鳴らし、食材を準備してから家を訪ねたが、宋繊は家に籠って面会を拒んだ。馬岌は嘆息して「名は聞けども姿は見えず、徳は仰げども形は確認できず。我は今、これから先生が人中の龍となるを知った」と言ったという。
ある時、馬岌は張駿へ「酒泉の南山とは崑崙山にあたります。周の穆王が西王母と出会い、その楽しさに帰る事を忘れたといわれるのがこの山です。この山には石室玉堂があり、珠玉が裝飾され、神宮のように光り輝いております。禹は臨江の西にある崑崙に貢いだといいますが、これこそがその明かりなのです。どうか西王母の祠を立て、朝廷が無疆の福を蒙る助けとしていただきますよう」と上言すると、張駿はこれに従い、祠を立てて西王母を祭った。
張重華の時代には左長史に任じられた。
353年10月、張重華は病を患うようになると、春坊（太子の居所。東宮ともいわれる）に馬岌を派遣し、当時まだ10歳であった子の張耀霊を世子に立てさせた。
張祚の時代には尚書に昇進した。当時、災異がしばしば起こったが、張祚は身を慎まずにその淫虐ぶりは甚だ酷いものがあった。その為、馬岌はその振る舞いを固く諫めると、張祚の怒りを買って罷免された。
354年、かつて後趙の将軍であった王擢は前涼に降り、秦州刺史として隴西を鎮守していたが、張祚は彼が反乱を起こす事を恐れていた。その為、馬岌は罪を許されて尚書の地位に戻され、共に王擢をどう対処すべきか謀略を練った。そして、密かに人を派遣して王擢を暗殺しようとしたが、事前に発覚してしまい失敗した。これにより、王擢に殺害されたという。